# Vivus
Vivus é uma pequena indústria farmacêutica estabelecida em Mountain View, Califórnia, que trabalha com produtos para obesidade, sono e saúde sexual. 
A Vivus desenvolveu um fármaco para disfunção erétil aprovado pelo FDA chamado comercialmente de Stendra (avanafil).